# Nieuwesluis (Hollande-Septentrionale)
Pour les articles homonymes, voir Nieuwesluis.
Nieuwesluis  est un village de la province de Hollande-Septentrionale aux Pays-Bas. Il fait partie de la commune de Hollands Kroon.
La population de Nieuwesluis (district statistique pouvant également inclure la campagne environnante) est d'environ 120 habitants (2004).